# 大瀑布 (南卡罗来纳州)
大瀑布（英文：Great Falls），是美国南卡罗来纳州下属的一座城市。城市类型是“Town”。其面积大约为4.38平方英里（11.34平方公里）。根据2010年美国人口普查，该市有人口1,979人，人口密度约为每平方 英里451.93人（约合每平方公里174.5人）。